# Präsidentschaftswahl in den Vereinigten Staaten 1852
Die Präsidentschaftswahl in den Vereinigten Staaten 1852 fand am 2. November 1852 statt. Sie war in vielerlei Hinsicht eine Wiederholung der Wahl von 1844: Wieder übernahm ein Politiker der Whig-Partei die Präsidentschaft von seinem im Amt verstorbenen Vorgänger; in diesem Fall war es Millard Fillmore, der auf Präsident Zachary Taylor folgte. Die Whig-Partei kehrte dem Amtsinhaber auf ihrem Nominierungsparteitag den Rücken und kandidierte mit Winfield Scott. Die Demokraten stellten Franklin Pierce auf. Die Whigs setzten in ihrer Wahlkampfstrategie wieder auf die Unklarheit in den Aussagen des Demokratischen Bewerbers und erneut scheiterte diese Strategie.
Franklin Pierce und sein Kandidat für die Vizepräsidentschaft, William R. King, gewannen die Wahl mit deutlichem Abstand.

## Kandidaten

### Whigs
Kandidaten der Whig Party:

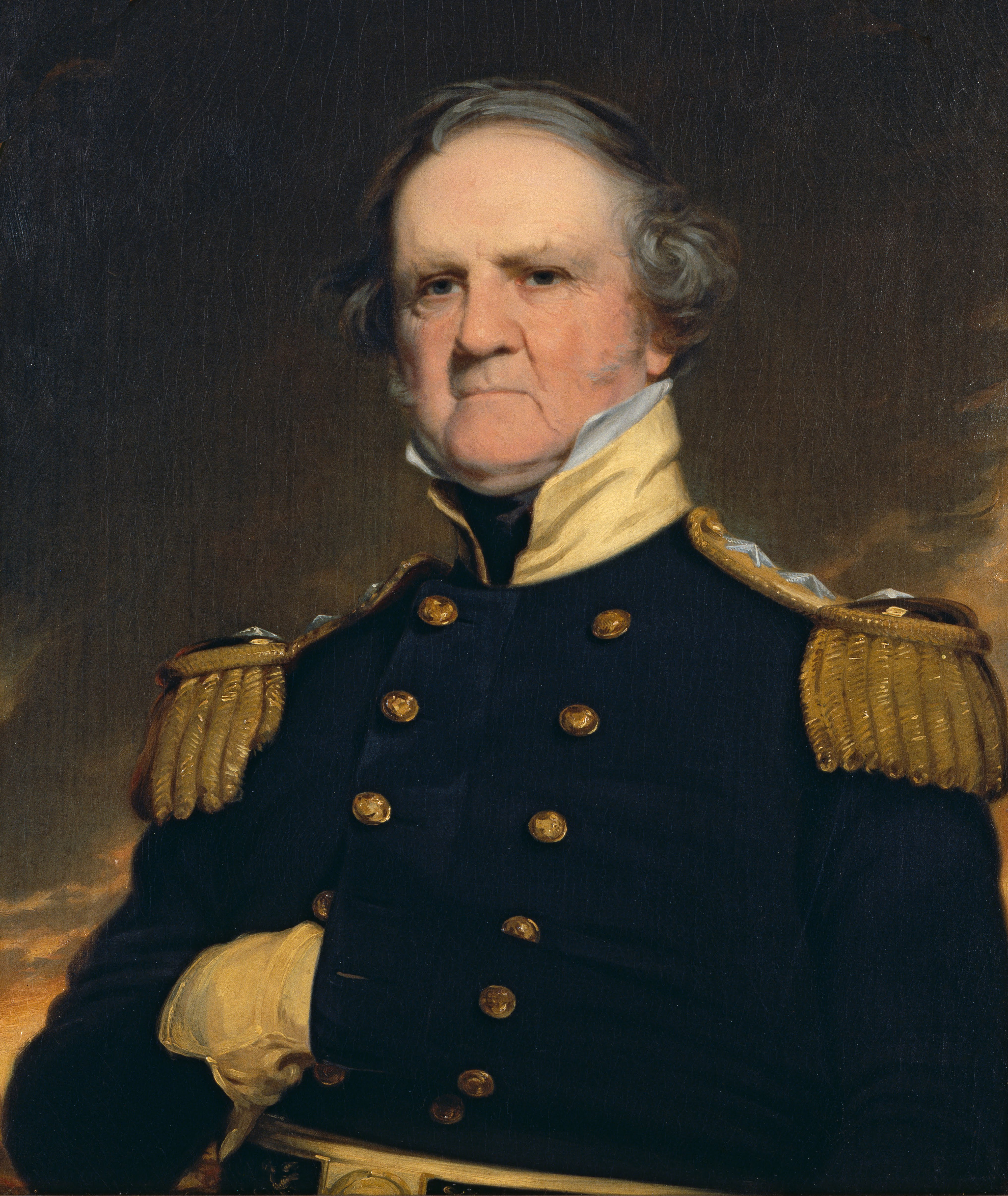
General Winfield Scott
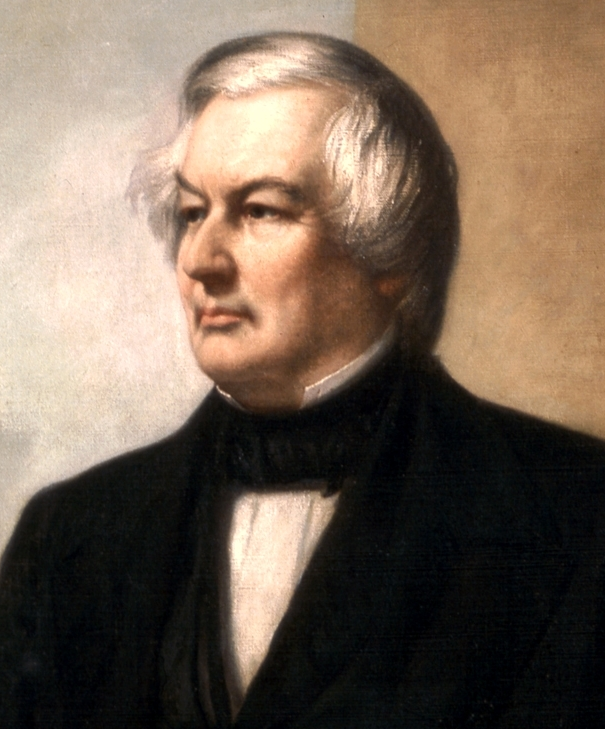
Präsident Millard Fillmore
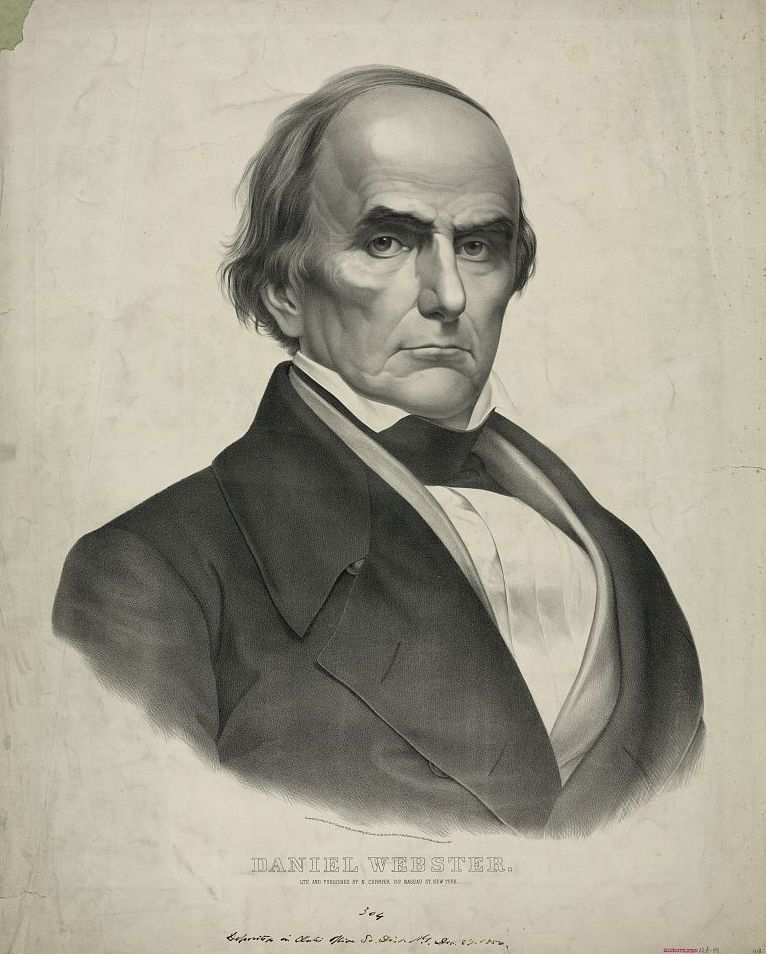
Außenminister Daniel Webster

Die Whig National Convention 1852 in Baltimore führte zu einer Spaltung der Partei. Anhänger von Präsident Fillmore verwiesen auf den erfolgreichen Kompromiss von 1850 und den Misserfolg einer entstehenden Sezessionsbewegung in den Südstaaten 1850–1851 hin. Die nördlichen Whigs waren aber mit dem Kompromiss nicht zufrieden, insbesondere mit dem Teil, der eine effizientere Rückführung entflohener Sklaven vorsah. Die meisten nördlichen Whigs unterstützten den Feldherren des Mexikanisch-Amerikanischen Krieges Winfield Scott von Virginia (der sich wegen seines Hangs zu pompösen Auftritten in extravaganten Uniformen den Spitznamen „Old Fuss and Feathers“ eingehandelt hatte). Die meisten Delegierten aus Neuengland dagegen unterstützten Daniel Webster, was zu einem Patt führte. Bei der ersten Abstimmung bekam Fillmore aus dem Süden alle Stimmen bis auf vier, aus dem Norden aber nur 18. Bei der ersten Abstimmung bekam Fillmore 133, Scott 131 und Webster 29 Stimmen. Bei der 53. Abstimmung bekam Scott 159, Fillmore 112 und Webster 21 Stimmen. Im Norden bekam Scott 142 Stimmen (Fillmore:11, Webster:21) und im Süden nur 11 Stimmen (Fillmore:142).
William Alexander Graham wurde als Kandidat für das Amt des Vizepräsidenten gewählt.

### Demokraten
Demokratische Kandidaten:

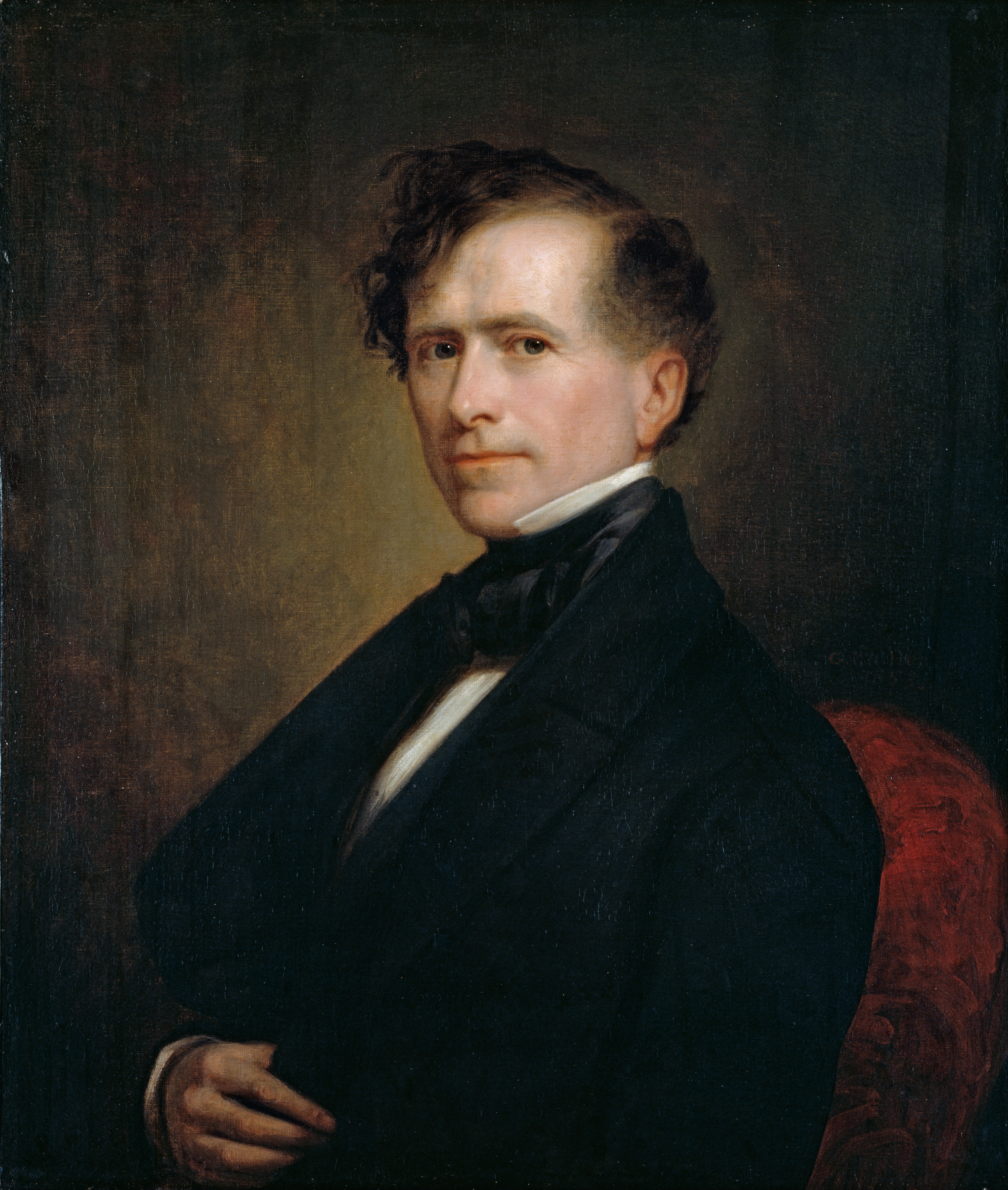
Früherer Senator Franklin Pierce
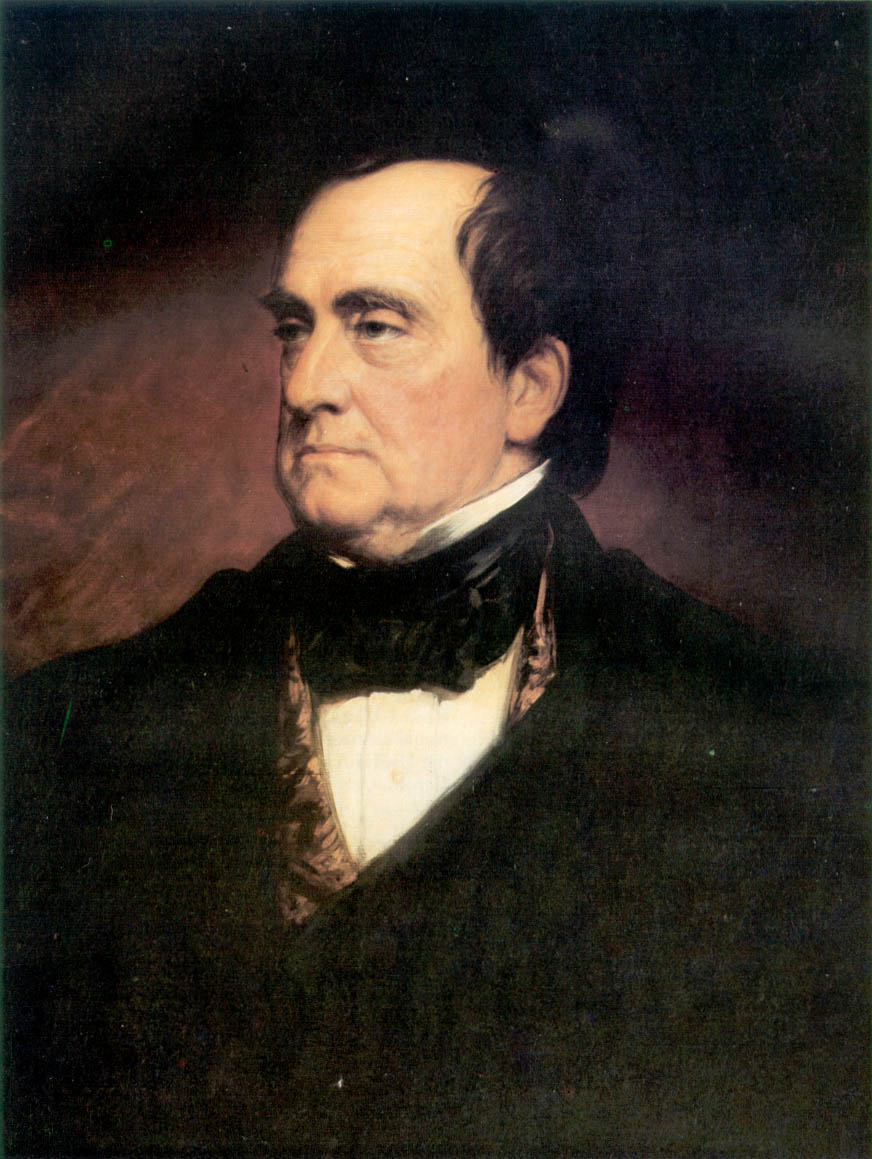
Senator Lewis Cass
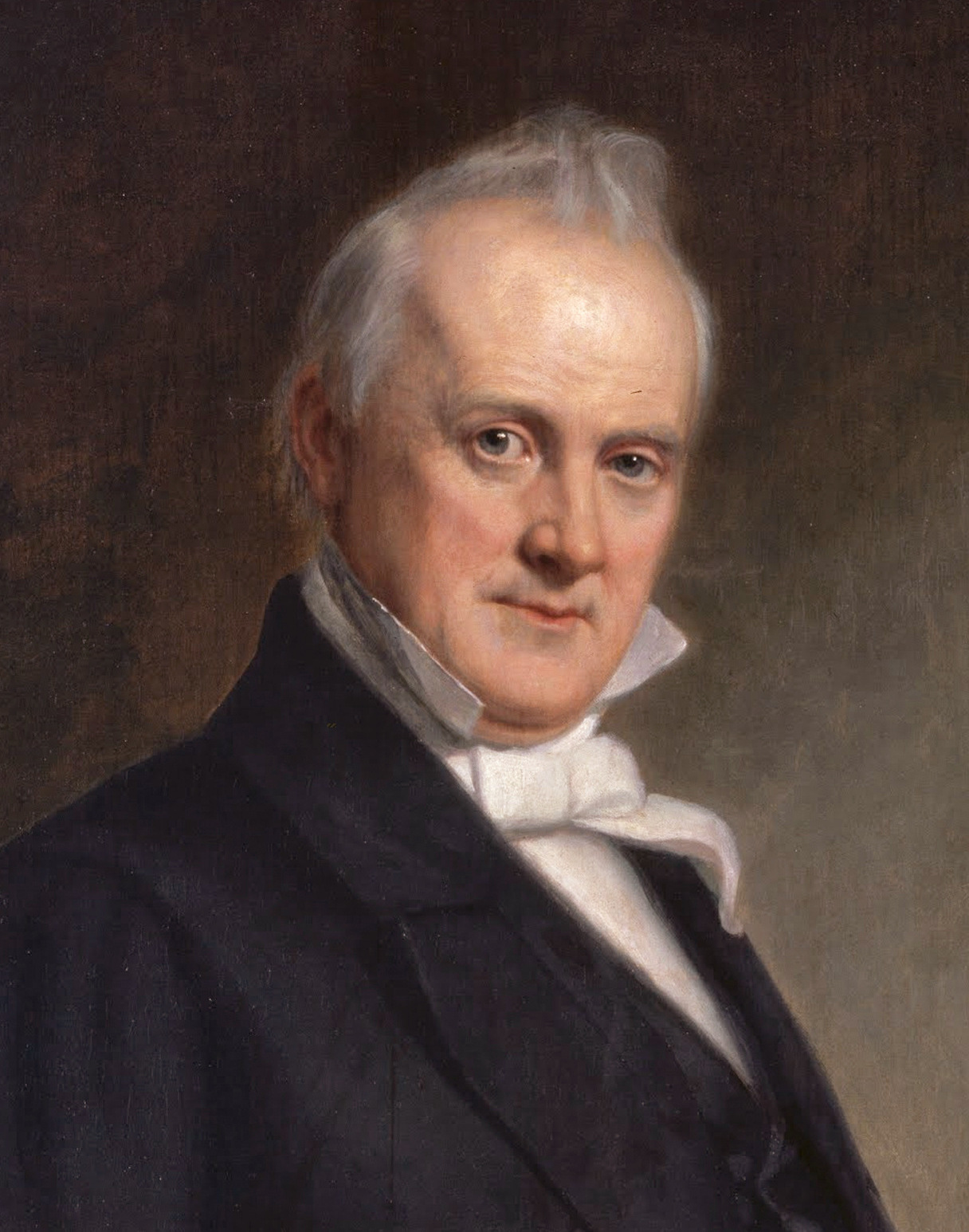
Ex-Außenminister James Buchanan
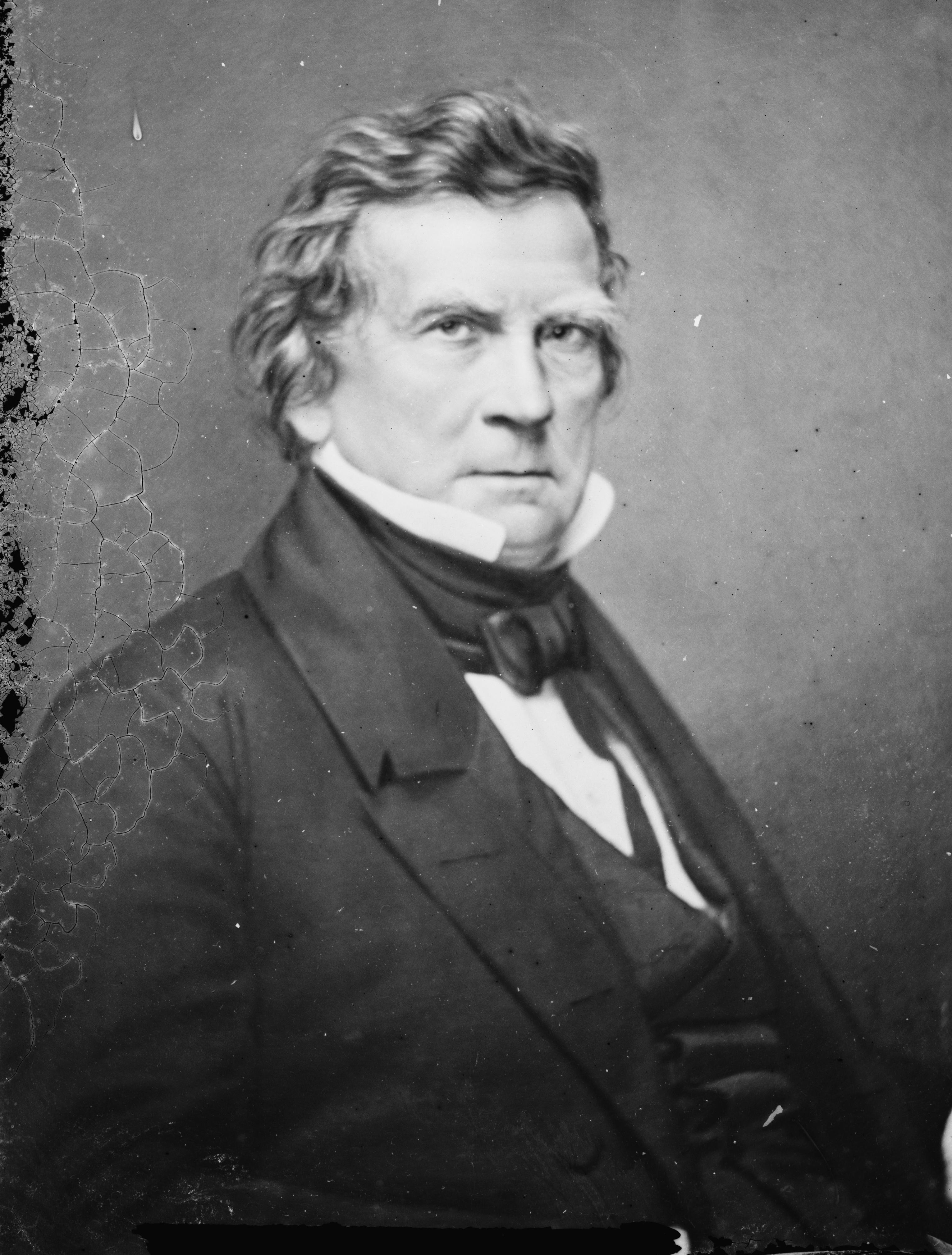
Ex-Kriegsminister William L. Marcy
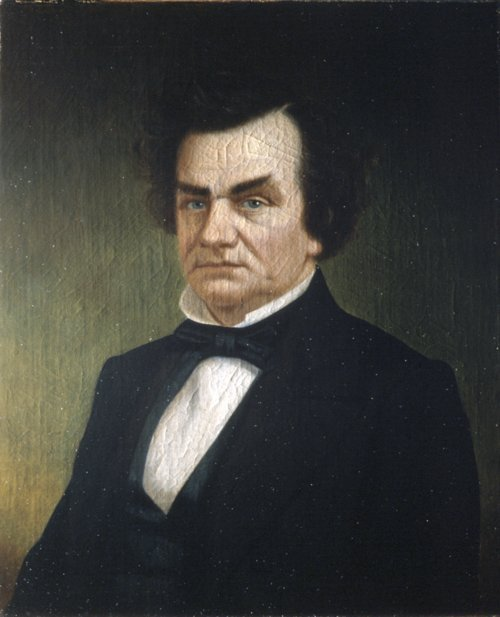
Senator Stephen A. Douglas

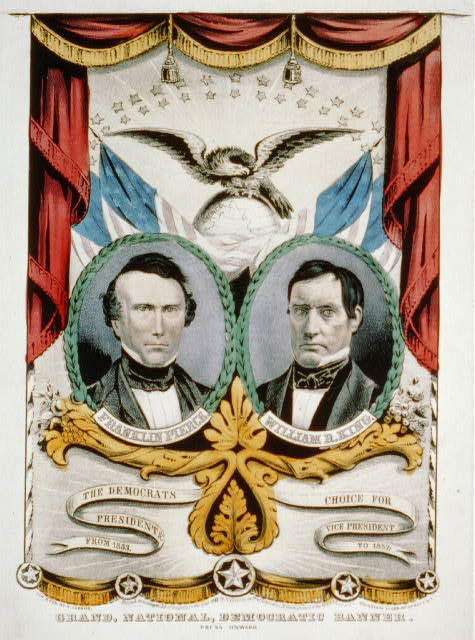
Wahlplakat der Demokraten

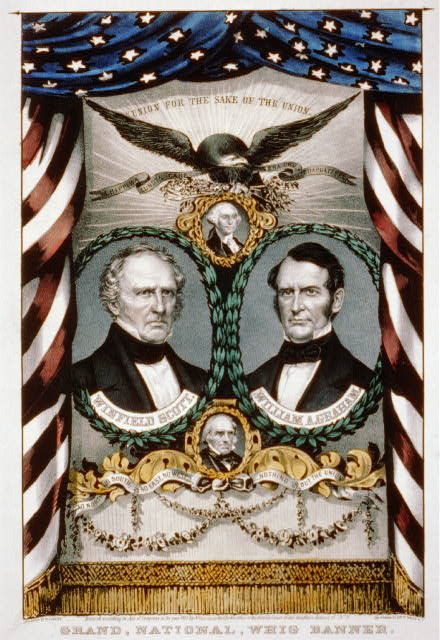
Wahlplakat der Whigs

Die Demokraten erwarteten einen Verlust in der allgemeinen Wahl und konnten sich nicht auf einen Kandidaten einigen. Die Kandidaten von 1848, Lewis Cass, James Buchanan, William L. Marcy und Stephen A. Douglas, hatten jeweils beträchtliche Unterstützung. In der 49. Abstimmung nominierte die Versammlung schließlich den vergleichsweise unbekannten Franklin Pierce aus New Hampshire als Kompromisskandidaten. William R. King aus Alabama wurde als Vizepräsident aufgestellt.

## Wahlkampf und Ergebnis
Die Wahlplattform der Whigs war nur wenig von jener der Demokraten zu unterschieden, womit sich der Wahlkampf mehr auf die beiden Kandidaten beschränkte. Die Whigs gaben somit nach außen hin ein uneinheitliches Bild ab, da ihr Kandidat Winfield Scott gegen die Sklaverei auftrat, während das Parteiprogramm eher sklavereifreundlich erschien. Dies war nicht zuletzt durch den Kompromiss von 1850 begünstigt worden, der in den die Sklaverei überwiegend ablehnenden Nordstaaten als zu sklavereifreundlich empfunden wurde. Da jedoch die Whigs ihre Stärke vor allem in den nördlichen Bundesstaaten hatten, kostete sie dies erhebliche Unterstützung in den nördlichen Landesteilen. Auch taten sich die Whigs im Vergleich zu 1840 oder 1848 schwer mit dem Versuch, Scotts Verdienste als General im Mexikanisch-Amerikanischen Krieg hervorzuheben, da auch Pierce derartige Erfahrungen vorweisen konnte.
Am Ende konnte sich Pierce mit 50,8 Prozent der Stimmen klar durchsetzen; Scott vereinte 43,9 Prozent auf sich. Jedoch konnte er nur in den Bundesstaaten Kentucky, Tennessee, Vermont und Massachusetts eine Mehrheit der Stimmen erzielen, während Pierce in allen übrigen 27 Staaten die Mehrheit erlangte. Damit fiel sein Sieg im entscheidenden Electoral College noch deutlicher aus: 254 gegen 42. Die klare Wahlniederlage sowie die Gespaltenheit in der Sklavereifrage ließ die Whig Party daraufhin binnen weniger Jahre auseinanderbrechen: Ehemalige Whig-Politiker und Gegner der Sklaverei wie Abraham Lincoln formierten sich ab 1854 in der Republikanischen Partei, Befürworter traten zu den Demokraten über. Andere, wie Millard Fillmore, schlossen sich der kurzlebigen Know-Nothing Party an. Schon bei der folgenden Präsidentschaftswahl von 1856 spielten die Whigs praktisch keine Rolle mehr. Reste der Partei stellten sich hinter die aussichtslose Kandidatur Fillmores für die Know-Nothing Party. Die hauptsächliche Wahlauseinandersetzung wurde fortan zwischen Demokraten und Republikanern geführt.
Bis zur Wahl Franklin D. Roosevelts im Jahr 1932 war es die letzte Präsidentschaftswahl, bei der ein demokratischer Kandidat die absolute Mehrheit der Stimmen errang. Alle nachfolgenden Präsidenten der Partei erzielten ihren Wahlsieg nur mit einer relativen Mehrheit. Samuel J. Tilden errang 1876 zwar eine absolute Mehrheit, verlor aber im Electoral College knapp.
| Kandidat         | Partei | Partei     | Stimmen   | Stimmen | Wahlmänner |
| Kandidat         | Partei | Partei     | Anzahl    | Prozent | Wahlmänner |
| ---------------- | ------ | ---------- | --------- | ------- | ---------- |
| Franklin Pierce  |        | Demokraten | 1.607.510 | 50,8 %  | 254        |
| Winfield Scott   |        | Whig       | 1.386.942 | 43,9 %  | 42         |
| John P. Hale     |        | Free Soil  | 155.210   | 4,9 %   | —          |
| Daniel Webster † |        | Union      | 6.994     | 0,2 %   | —          |
| Sonstige         |        |            | 5.274     | 0,2 %   | —          |

South Carolina war der einzige Staat, bei dem die Wahlmänner nicht vom Volk, sondern vom Parlament des Staates gewählt wurden.

## Wissenswertes
- Die Bewerber für das Amt des Vizepräsidenten waren beide aus North Carolina und besuchten beide die University of North Carolina at Chapel Hill, obgleich zwei Jahrzehnte auseinander. Außerdem bekleideten beide Ämter dieses Staates: King war Vertreter im Repräsentantenhaus und Graham Gouverneur.